# Automotive Industries
Automotive Industries (AIL) is een Israëlische autofabrikant gevestigd in Nazareth Illit. Het bedrijf werd in 1966 opgericht door Joe Buxenbaum.
Aanvankelijk assembleerde het bedrijf diverse modellen van Ford, waaronder de Ford Escort, Ford Transit en de Ford Cargo vrachtwagen. Later specialiseerde AIL zich in de fabricage van gedeeltelijk gepantserde militaire voertuigen met vierwielaandrijving.
De belangrijkste klanten zijn het Israëlisch leger en de Israëlische politie. De voertuigen worden ook uitgevoerd naar Colombia en de Verenigde Staten (via AM General).

## Modellen
- Willys MB (1966–1983): terreinwagen geassembleerd onder licentie van Willys
- AIL Abir (1966-1987): vrachtwagen[2]
- AIL M325 Command Car (1970-1993): vrachtwagen
- AIL Storm (1987-heden): terreinwagen op basis van de Jeep Wrangler gebouwd onder licentie van Chrysler
- AIL Desert Raider (1998-2010): 6x6 woestijnbuggy
- HMMWV (alleen montage)
- AIL Antelope: multifunctioneel voertuig met lichte bepantsering op basis van het chassis van een RAM 500 pick-up[3]
- AIL Avner: gepantserd voertuig op basis van het chassis van een RAM 500 pick-up[4]

## Fotogalerij

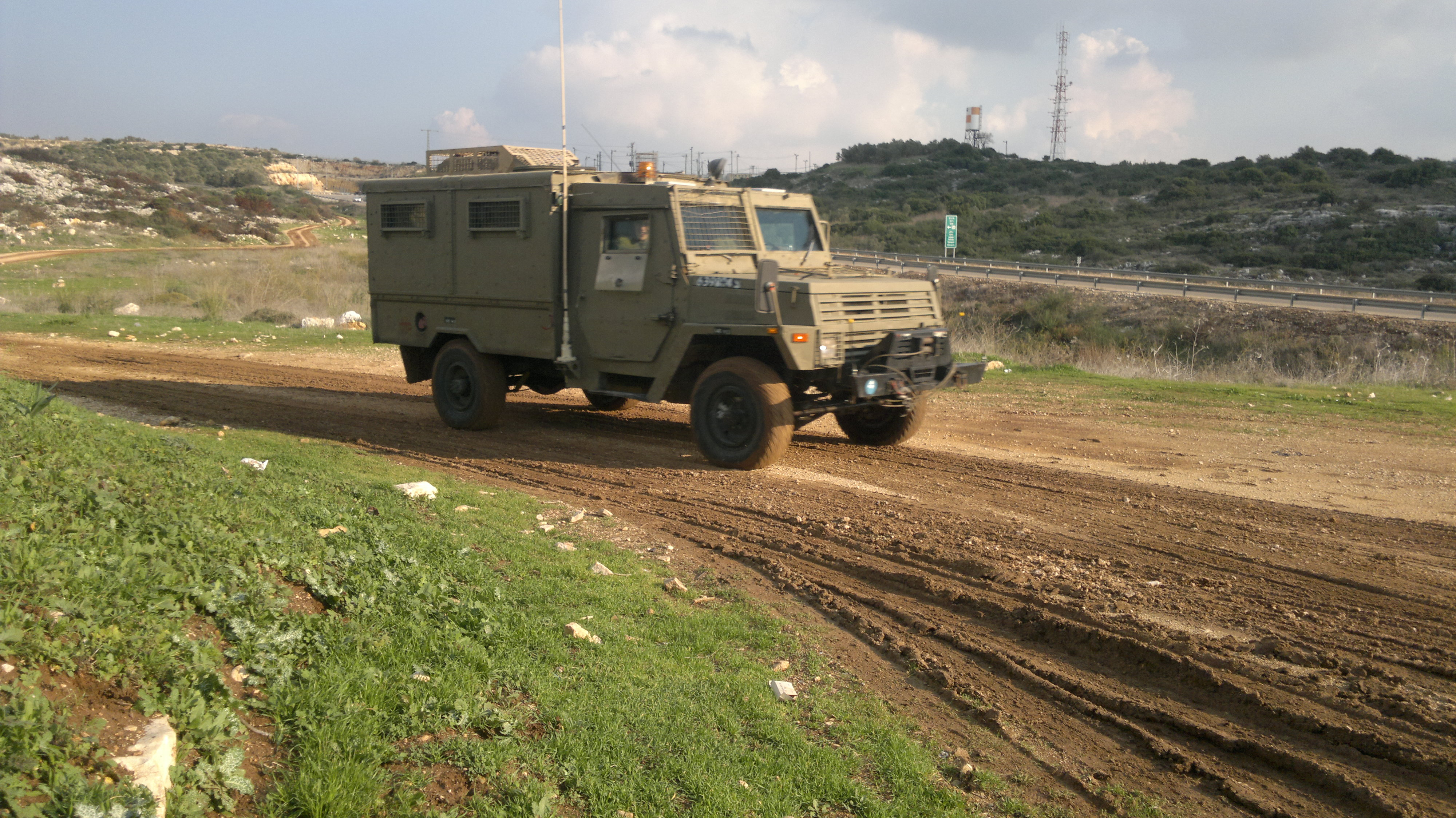
AIL M462 Abir Rhino APC
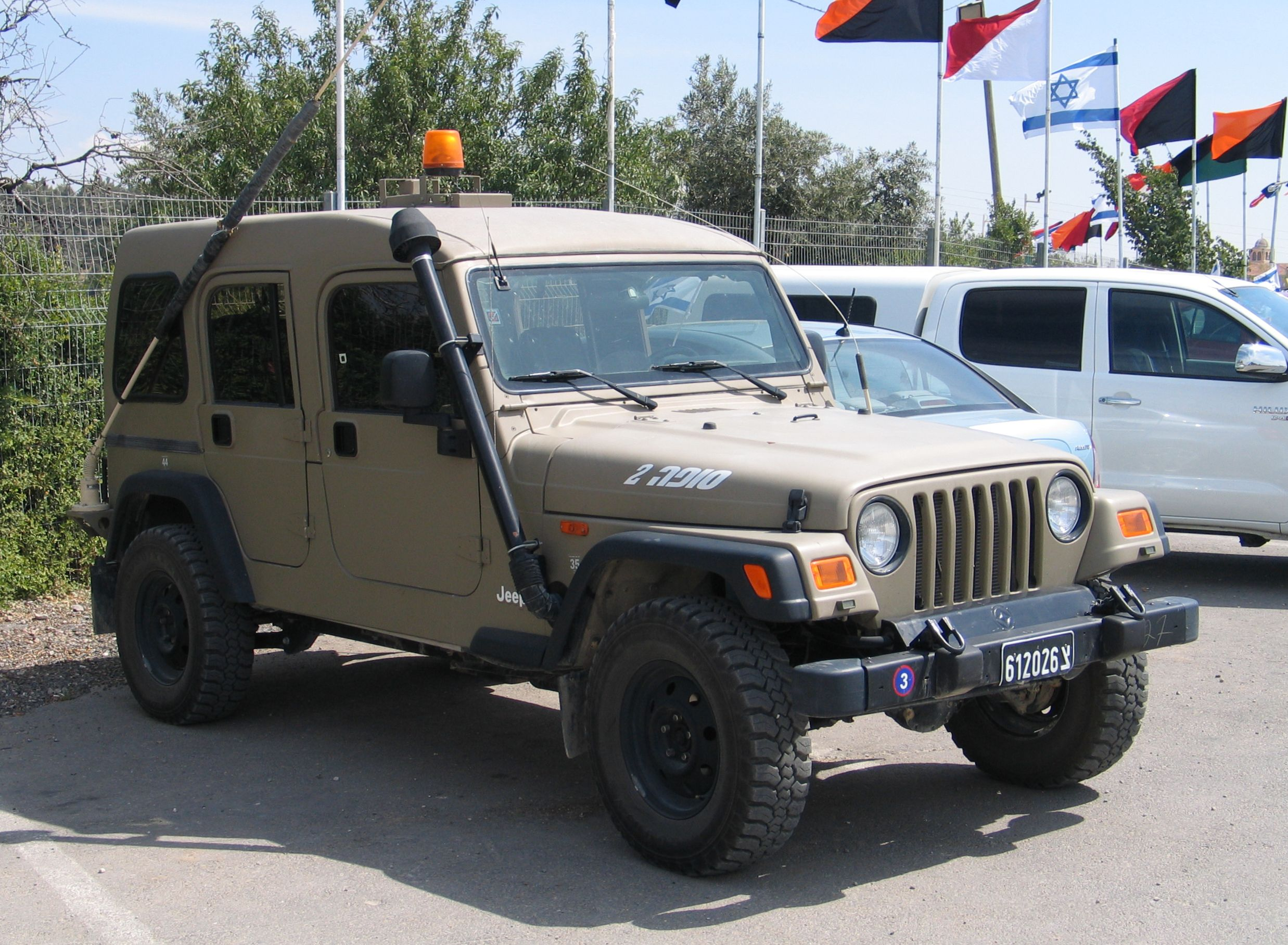
AIL M242 Storm Mark II "Commander"
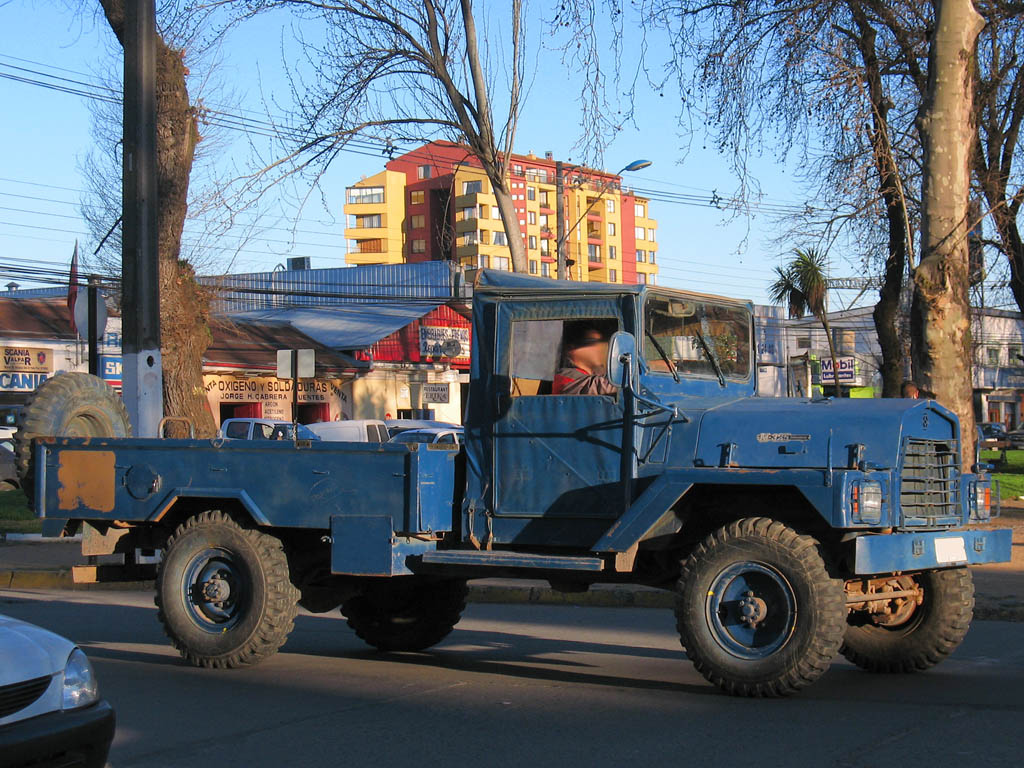
AIL M325 Command Car
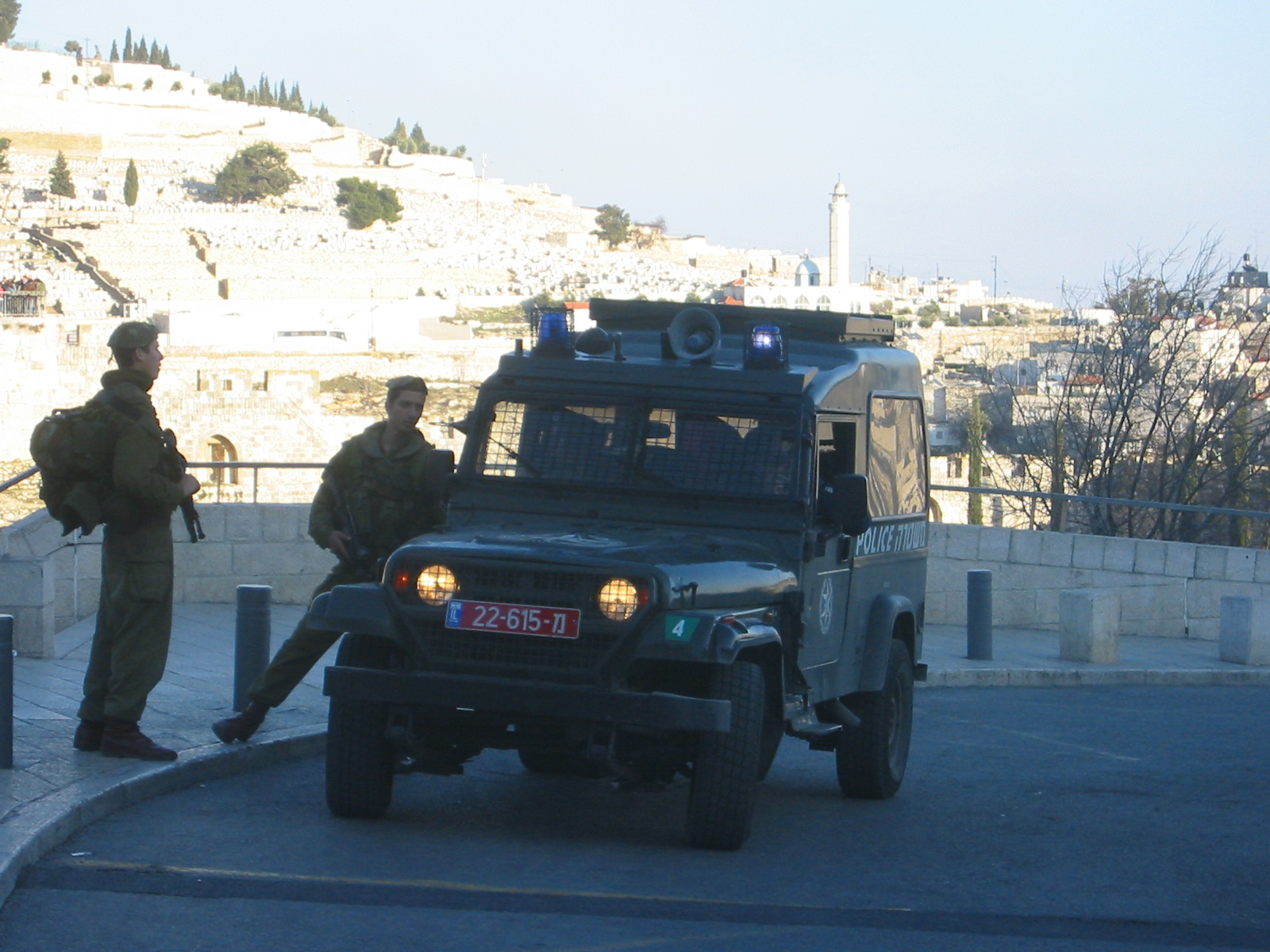
AIL Storm van de Israëlische grenspolitie